# Erythrinus
Erythrinus é um gênero de peixes da família Erythrinidae.

## Espécies
- Erythrinus erythrinus (Bloch & J. G. Schneider, 1801)
- Erythrinus kessleri Steindachner, 1877